# Foire internationale d'art contemporain
Foire internationale d'art contemporain, zkráceně FIAC (česky Mezinárodní veletrh současného umění) je výstavní veletrh moderního umění, který se koná každoročně v říjnu v Paříži. První ročník se uskutečnil v roce 1974 v bývalém nádraží Bastilla. Veletrhu se účastní galeristé, sběratelé, kurátoři, ředitelé muzeí a osobnosti ze světa mezinárodního současného umění.

## Historie
Myšlenka na vytvoření francouzského veletrhu s uměním vznikla už v roce 1972 po vzoru existujících veletrhů ve Švýcarsku a Německu. V lednu 1974 se uskutečnil první ročník ve zrušeném nádraží Bastilla pod názvem Premier salon international d'art contemporain. O rok později již pod svým současným názvem. Od roku 1976 byl veletrh přesunut na říjen a do Grand Palais, kde probíhal do roku 1993. Do paláce se vrátil opět po dokončení rekonstrukce v roce 2006. Od roku 1982 se na veletrhu vystavují i fotografie a od roku 2001 je zde prostor věnovaný videoartu.

## Návštěvnost
- 2009: 203 galerií z 21 zemí, 80 000 návštěvníků (128 zahraničních a 75 francouzských galerií)
- 2008: 180 galerií z 22 zemí, 72 000 návštěvníků (117 zahraničních a 72 francouzských galerií)
- 2007: 179 galerií z 23 zemí, 65 000 návštěvníků (106 zahraničních a 73 francouzských galerií)